# Urbane Produktion
Urbane Produktion, auch „urban manufacturing“ bezeichnet die Herstellung und Verarbeitung von materiellen Gütern sowie produktbegleitenden Dienstleistungen in Räumen mit einer funktionalen Dichte und einer Mischung unterschiedlicher Nutzungen in einer Stadt. Unterschieden werden kann zwischen klassischer und moderner Urbaner Produktion sowie in Urbane Industrie, Urbane Manufaktur und Urbane Landwirtschaft. Urbane Produktion findet u. a. im Rahmen der nachhaltigen Stadtentwicklung, lokalen Wertschöpfungsketten, solidarischen Ökonomie sowie der Kreislaufwirtschaft Anwendung.

## Formen Urbaner Produktion
„Klassische Urbane Produktion umfasst Bestandsunternehmen, welche historisch im städtischen Raum verortet sind. Diese Produktion kann höhere Losgrößen sowie weniger individualisierte Produkte umfassen. Hier können moderne Technologien neue Möglichkeiten für eine Verträglichkeit von Produktion mit weiteren Funktionen des Urbanen Raumes (z. B. Wohnen) schaffen. Die moderne Urbane Produktion hingegen umfasst die Integration von Betrieben (Neuansiedlung) in verdichteten Räumen, welche individuelle (Losgröße 1), lokale Produkte häufig unter hohem Wissenseinsatz herstellen. Der Einsatz innovativer Technologien und Werkstoffe spielt hier zur hocheffizienten, emissionsfreien, wohnverträglichen Produktion eine wesentliche Rolle.“

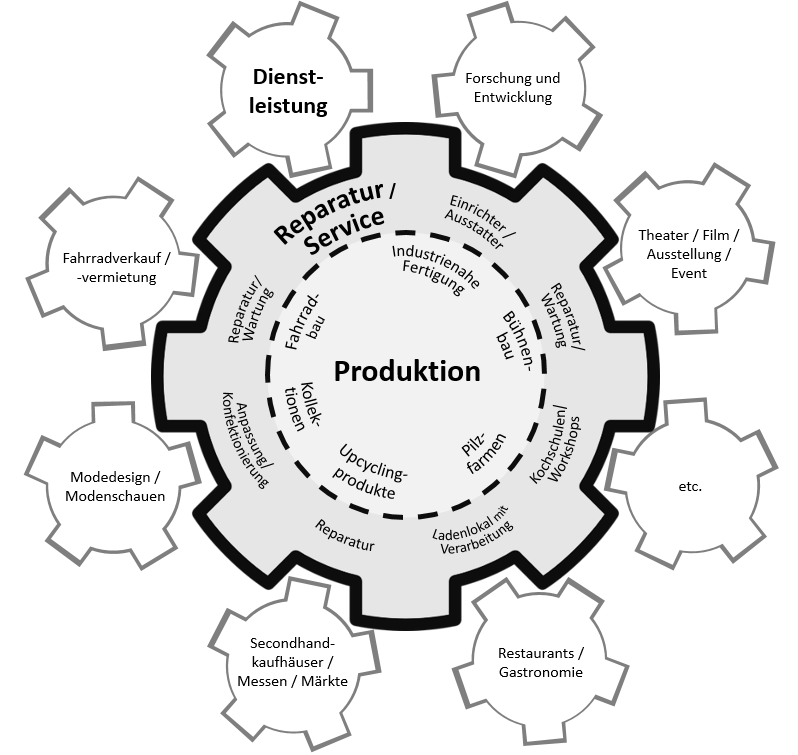
Produktion als Basis für Service und Dienstleistungen in einer Stadt oder Region

Urbane Produktion nutzt dabei häufig lokale Ressourcen und lokal eingebettete Wertschöpfungsketten. Die Abbildung zeigt die Produktion als Basis der ökonomischen Entwicklung eines Quartiers, Stadtteils oder einer Region. Ist diese Basis vorhanden und stabil, siedeln sich um die Betriebe weitere Betriebe im produktionsnahen Gewerbe an, z. B. Reparaturbetriebe, Änderungsschneidereien etc. Häufig gehen daraus weitere Dienstleistungsbetriebe hervor, die in unmittelbarer Nähe zu den Produktionsbetrieben benötigt werden oder welche die produzierten Güter vertreiben. Dieter Läpple spricht von sogenannten „Service-Manufacturing-Links“ – „eine kritische industrielle Basis, die […] eingebunden ist in ein Verflechtungs- und Wirkungsgefüge zwischen wissensintensiven Industrie- und Dienstleistungsfunktionen.“ Diese „Service-Manufacturing-Links“ tragen neben den fortschreitenden technischen Neuerungen dazu bei, dass eine verträgliche Einbindung von Industrie in die Stadt besser denn je möglich ist.
Urbane Produktion ist gleichzeitig ein Oberbegriff für Urbane Industrie, Urbane Landwirtschaft und Urbane Manufakturen (small urban manufacturers). Natürlich können auch Filme, Bücher, Software, Musik oder sonstige digitale Produktionen in der Stadt produziert werden. Bei einigen Produkten findet aufgrund der Digitalisierung eine Entstofflichung statt, indem z. B. Bücher häufig nicht mehr in materieller, gedruckter, sondern in digitaler Form vorliegen. Da diese digitalen Produkte bereits in Konzepten der Kreativwirtschaft untersucht werden und auch nicht materieller Art sind, sollten diese nicht explizit unter den Begriff der Urbanen Produktion fallen.

## Entwicklung

### Mittelalter in Europa
Bereits im Mittelalter war die Ständewirtschaft innerhalb der Stadtmauern lokalisiert, wie auch heute noch an Straßennamen wie „Gerbergasse“ oder „Schmiedsgasse“ abzulesen ist. Durch baupolizeiliche Auflagen im 18. und 19. Jahrhundert wurde das produzierende Handwerk aus den innerstädtischen Kernen verdrängt.

### Industrialisierung in Europa
Diese erste „Suburbanisierungswelle der Ökonomie“ wurde durch die Industrialisierung (4-stufiger Prozess der Industrialisierung: Industrie 4.0 bietet Chancen für Urbane Produktion) verstärkt, die zwar noch stadtnah, allerdings aus stadthygienischen Gründen nicht mehr innerhalb der Stadtmauern stattfand. Technische Errungenschaften im Zuge der ersten industriellen Revolution wie z. B. die Dampfmaschine, die die Wasserkraft und damit die Standortbindung an Flussläufe obsolet machte, aber auch der hohe Bedarf an Arbeitskräften, sorgten dafür, dass Fabriken dennoch stadtnah errichtet wurden.
Mitte des 19. Jahrhunderts wuchs die Bevölkerung in Europa erheblich. Viele Menschen zog es in die Städte. Um den Wohnungsbedarf der explosionsartig wachsenden Stadtbevölkerung zu decken, entstanden in der Gründerzeit ab den 1860er Jahren Stadterweiterungen – zunächst in gelockerter Bauweise, später v. a. in geschlossener Blockrandbebauung. Durch private Terraingesellschaften wurden drei- bis sechsgeschossige innerstädtische Mietskasernen mit einem oder mehreren Innenhöfen für Arbeiter sowie Angestellte errichtet. In unmittelbarer Nähe – meist in den Souterrains, in den Innenhöfen, in Seiten- oder in Quergebäuden – entstanden kleinere Industrie- und Handwerksbetriebe.
Die enge Nachbarschaft von Wohnen und Arbeiten war erforderlich, da ein öffentlicher Personennahverkehr kaum vorhanden war. In dicht bebauten Gebieten lebten die Menschen in schlichten, lichtarmen Mietwohnungen in der Nachbarschaft von häufig unhygienischen und lauten Betrieben. Mit der Entwicklung neuer mit Strom und Gas betriebener Antriebstechnologien begann Ende des 19. Jahrhunderts die zweite industrielle Revolution. Im Zuge dieser konnten bedeutende Fortschritte in Bezug auf eine Automatisierung der Prozesse, bspw. durch die Einführung der Fließbandarbeit, erzielt werden. Folge war eine Bedeutungszunahme arbeitsteiliger groß-industrieller Massenproduktion. Aus der Kritik an den Lebens- und Arbeitsbedingungen in diesen sog. Stadterweiterungsgebieten entstand zu Beginn des 20. Jahrhunderts die Gartenstadtbewegung. Mit zunehmender Motorisierung wurde die Funktionstrennung von Wohnen, Arbeiten und Erholung v. a. durch die Charta von Athen weiter propagiert, welche sich bis heute in den Städten bemerkbar macht und nach deren Vorbild viele US-amerikanische Städte gebaut wurden.

### Offshoring und Outsourcing in den USA und Europa
siehe Offshoring und Outsourcing
Durch den Einsatz von Elektronik und IT kam es in den 1970er Jahren zu einer weiteren Automatisierung der Produktion (dritte industrielle Revolution). Dies setzte Rationalisierungsprozesse in Gang, während zugleich Serienproduktion ermöglicht wurde. Eine weltweite Arbeitsteilung sowie eine räumliche Verteilung der Produktion gingen mit der voranschreitenden Globalisierung einher. Produktion wurde zugunsten von Einsparpotentialen zunehmend in Billiglohnländer ausgelagert. Im Zuge dieser De-Industrialisierung verlor Deutschland einen beträchtlichen Anteil an Low-Tech Arbeitsplätzen an die Schwellenländer Südostasiens. Demgegenüber erfuhr der Dienstleistungssektor zu dieser Zeit einen deutlichen Aufschwung.

### Diskurs
In den USA besteht seit einigen Jahren ein Trend zur Re-Industrialisierung bzw. Re-Shoring. Nach einer langen Phase der Tertiärisierung und Verlagerung der industriellen Produktion in Schwellenländer wird die Relevanz des produzierenden Gewerbes – wenn auch in kleinerem Umfang – erneut erkannt und stark im urbanen Kontext verortet. Saskia Sassen ist eine der ersten Autorinnen, die auf die Potenziale Urbaner Produktion im Jahr 2006 aufmerksam macht. Sie kritisiert die Konzentration der lokalen Wirtschaftspolitik auf große Unternehmen der fortschrittlichsten Sektoren aus dem Kultur- und Dienstleistungsbereich und die Vernachlässigung des produzierenden Gewerbes in der Stadt. Der spezifische Typ des verarbeitenden Gewerbes, der „small, networked urban manufacturing firms“ sei ein wichtiger Teil der gesamten städtischen Ökonomie. 2011 bildet sich in den USA die Urban Manufacturing Alliance, die lokale Manufakturen in den US-Städten fördern und erhalten will.
Der Diskurs im deutschsprachigen Raum ist dabei noch jünger und bislang besteht noch kein einheitliches Forschungsverständnis bezüglich des Begriffs Urbane Produktion. Erstmals sieht Dieter Läpple Potenziale in einer Rückkehr der Produktion in die Stadt. Ihm geht es dabei darum in benachteiligten Stadtteilen und Wohnsiedlungen den strategischen Fokus auf eine Öffnung der räumlichen, sozialen und ökonomischen Strukturen zu legen und eine Eingliederung von Unternehmen und Beschäftigten der lokalen Ökonomie in überlokale Kreisläufe und Entwicklungszusammenhänge anzustreben.

„[Die neue städtische Ökonomie] soll die soziale Struktur der Städte stabilisieren und durch eine Stärkung lokaler Kreisläufe Stadtökonomien robuster machen gegen die Turbulenzen des Weltmarktes.“

In seiner Wahrnehmung handelt es sich bei Urbaner Produktion um einen Mix aus Klein- und Mittelbetrieben mit kundenspezifischer Produktion, die auf eine lokale Nachfrage ausgerichtet ist. Weiterhin erwähnt Läpple, dass es sich in der Regel um faire und umweltgerechte Produktionsweisen handelt, die Produkte von hoher Qualität und Ästhetik hervorbringt. Es sind Produkte, die angefasst werden können, anstatt eine digitale App darzustellen.
Mittlerweile geht Läpple noch einen Schritt weiter und hält ein Plädoyer für die Aufhebung der Funktionstrennung, eine größere Durchmischung der Quartiere und damit eine „neue, stadtverträgliche Netzwerkökonomie.“ Der Umstand, dass – im Gegensatz zu einigen Städten in den USA – viele deutsche Städte eine kritische Menge an Industrie nie verloren haben, begünstigt eine „Reintegration von Produktionsfunktionen“ und trägt dazu bei, dass die Stärkung lokal eingebetteter Ökonomien vorangetrieben wird.
Wilhelm Bauer und Joachim Lentes und Dieter Spath sehen Urbane Produktion als Lösungsansatz, um sinkenden Losgrößen, Fachkräftemangel, Flexibilisierung, weitergehender Globalisierung entgegenzutreten und nachhaltiges Wirtschaften zu fördern und entwickelten im Rahmen eines Forschungsprojekts mit WITTENSTEIN bastian GmbH eine neue umweltverträgliche emissionsarme Fabrik in Stuttgart-Fellbach.
Sebastian Stiehm sieht innovative Technologien im Kontext von Industrie 4.0 als Enabler für (Re-)Integration von Produktion in den urbanen Raum. Durch emissionsarme Fertigungsverfahren wird Produktion nicht nur wohnverträglich, zukünftig werden neue Technologien deutlich weniger Platz benötigten, um individuelle Produkte kundennah zu fertigen.

## Potenziale
Urbane Produktion bietet die Chance Herstellung und Vertrieb regional eingebettet und flexibel zu gestalten und stärkt damit die lokalen Ökonomien. Neben positiven Einflüssen auf gesamtgesellschaftliche Prozesse bietet diese Produktionsform auch Direktvorteile für die beteiligten Unternehmen und Städte.

### Für Unternehmen
- Die urbane Lebensqualität steigert die Nachfrage nach wohnortnahen, attraktiven Arbeitsplätzen. Unternehmen können sich im Standortvorteile im Kampf um hochqualifizierte Talente sichern.[12]
- Nutzung bereits bestehender städtischer Infrastruktur.
- Clustereffekte wie bspw. Kooperationsvorteile und Wissensspillover.
- Nähe zu potenzieller Kundschaft, Mitgestaltungsmöglichkeiten, Feedback, kurze Lieferzeiten.
- Kurze Wege zwischen Wohnung und Arbeitsstätte.
- Energie-Kooperationen z. B. Nutzung der Abwärme aus Produktionsprozessen als Nebenprodukt für Beheizung umliegender Gebäude.[11]

### Für Kommunen
Aus kommunaler Sicht ergeben sich durch die Förderung Urbaner Produktion u. a. folgende Vorteile:
- Mindergenutzte Flächen werden in Wert gesetzt und funktional durchmischt,[13] z. B. leer stehende Ladenlokale. Dadurch Schaffung attraktiver Quartiere.
- Umsetzung des Leitbilds der Stadt der kurzen Wege.[5]
- Urbane Produktion fördert neue Mobilitätskonzepte. Bei einer guten Umsetzung kommt es zu einer Reduktion des Pendleraufkommens, Unternehmen benötigen weniger Parkplätze für private PKW, wodurch Flächen z. B. Tiefgaragen in der Stadt für andere Nutzungen frei werden.
- Harmonisierung von Arbeiten, Wohnen, Leben, Gesundheit und Freizeit.
- Schaffung von Arbeitsplätzen in der Stadt, dadurch steigernde Kaufkraft und mögliche Gewerbesteuereinnahmen.
- Stärkung des industriellen Rückgrats und damit Schaffung einer robusten Volkswirtschaft und Resilienz.

### Für Arbeitnehmer
- Kurze Wege zur Arbeitsstelle.
- Attraktives Angebot in Umgebung in der Mittagspause.

## Hemmnisse
- Ökonomisches Allokationsproblem: Rendite bei Wohnnutzung derzeit höher.
- Rechtliche Auflagen
- Finanzielle Hürden für Kleinstunternehmen z. B. bei Kosten für Bauantrag.
- Kein Mietschutz für Gewerbe.

## Einfluss auf die Stadtplanung
Urbane Produktion beeinflusst die Stadtplanung, -entwicklung, -politik und auch Wirtschaftsförderung hinsichtlich:
- Etablierung der Stadt der kurzen Wege und funktionale Mischung
- Stärkung lokaler und regionaler Ökonomie
- Einführung der Kreislaufwirtschaft
- Steigerung der Energieeffizienz
- Senkung der CO2-Bilanz
- Verringerung des Pendleraufkommens, vermehrt zu Fuß gehen, Fahrrad- und ÖPNV-Nutzung möglich
- Veränderte Logistikkonzepte
- Inwertsetzung von Flächen und weniger Flächenverbrauch

## Beispiele der Implementierung
- Nordstadt, Wuppertal[5]
- Wien: STEP 2025, Vertikaler Produktionsbetrieb: Manner[5]
- WITTENSTEIN bastian GmbH, Fellbach[5]